# Jão
João Vitor Romania Balbino (Américo Brasiliense, Estado de São Paulo; 3 de noviembre de 1994), más conocido por su nombre artístico Jão, es un cantautor brasileño.

## Carrera musical

### 2016-2018: Primeros años yLobos

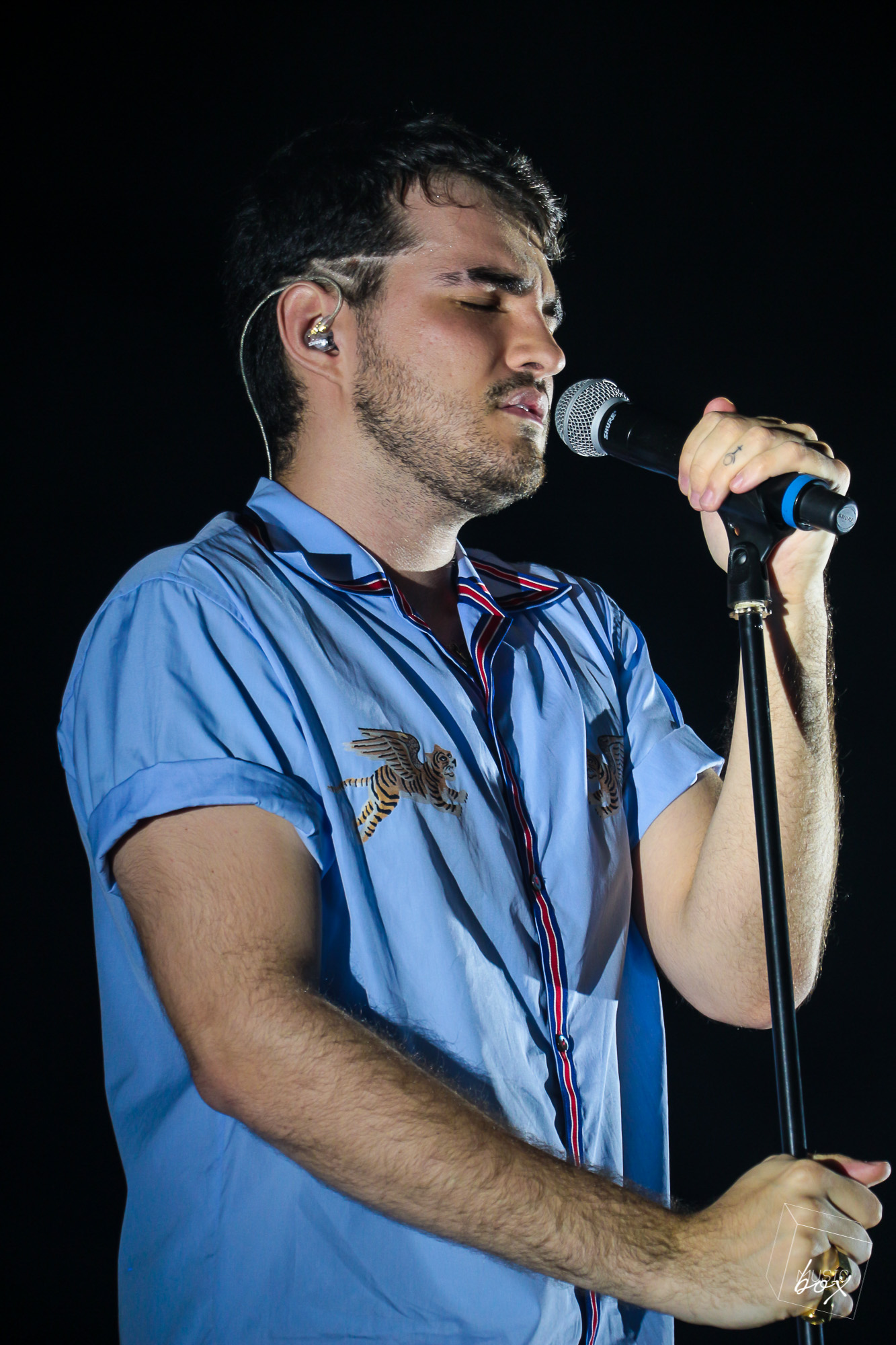
Jão en su gira Turnê Lobos en 2018

Jão comenzó a publicar videos en YouTube de él cantando versiones de canciones populares en el 2016. Llamaron la atención de los productores musicales brasileños Pedro Dash y Marcelinho Ferraz, lo que le llevó a firmar un contrato con Head Media, el sello de Universal Music Group. En noviembre de 2016, Jão lanzó su sencillo debut, «Dança pra Mim», con Pedrowl. En febrero de 2017, Jão participó en el remezcla de «Medo Bobo». En octubre de 2017, Jão lanzó los sencillos «Ressaca» y «Álcool». Sus videos musicales fueron dirigidos por Gabriel Dietrich. En diciembre de 2017, Jão participó en «Só Love», una canción de Seakret y Buchecha. En enero de 2018, Jão lanzó un EP con 4 remezcla de Zebu, Goldcash, E-Cologyk y Seakret para «Ressaca».
El 17 de enero de 2018, Jão lanzó «Imaturo». El 23 de enero se lanzó un video musical de la canción dirigido por Pedro Tófani. La canción alcanzó el número uno en la lista Viral Brasil de Spotify. En Brasil, la canción recibió un certificado de diamantes. En febrero de 2018, Jão apareció en Collab, un proyecto de la banda Jota Quest, en el tema «Amor Maior». En junio de 2018, Jão lanzó su primer EP titulado Primeiro Acústico. El 14 de agosto de 2018, Jão lanzó «Vou Morrer Sozinho» como sencillo principal de su álbum debut Lobos.
Lobos fue lanzado el 17 de agosto de 2018. El 13 de diciembre, se lanzó «Me Beija com Raiva» como el segundo y último sencillo del álbum. La gira Turnê Lobos duró desde septiembre de 2018 hasta junio de 2019. En los premios MTV Millennial Awards Brasil de 2018, Jão ganó en la categoría #Prestatenção. En el Prêmio Jovem Brasileiro 2018, Jão fue nominado a Mejor Cantante. Rolling Stone Brasil colocó a Lobos en el número 49 de su lista de «los 50 mejores álbumes nacionales de 2018», escribiendo: «El pop nacional está muy bien servido. Con Lobos, Jão sufre de amor mientras se desliza sobre ritmos, sintetizadores y bases que invitan al baile—y hacen que sus ojos se llenen de lágrimas».

### 2019-2020:Anti-Herói
En febrero de 2019, Jão declaró que lanzaría su segundo álbum ese año. En abril de 2019, Jão y Malía lanzaron «Dilema» una canción del de Escuta, el álbum debut de Malía. En mayo de 2019, Jão participó en «A Boba Fui Eu», una canción del tercer álbum en vivo y álbum de estudio de Ludmilla, Hello Mundo. En el mismo mes, participó en la canción «Andar Sozinho» del segundo álbum de Lagum, Coisas da Geração. En junio de 2019, Jão apareció en São João da Thay, organizado por la influencer brasileña Thaynara OG. En el mismo mes, lanzó un proyecto audiovisual del gira Turnê Lobos. Jão fue nominada para dos categorías en los MTV Millennial Awards 2019, a saber, Arrasa no Style, y su sencillo «Me Beija com Raiva» fue nominado para Clip del Año.

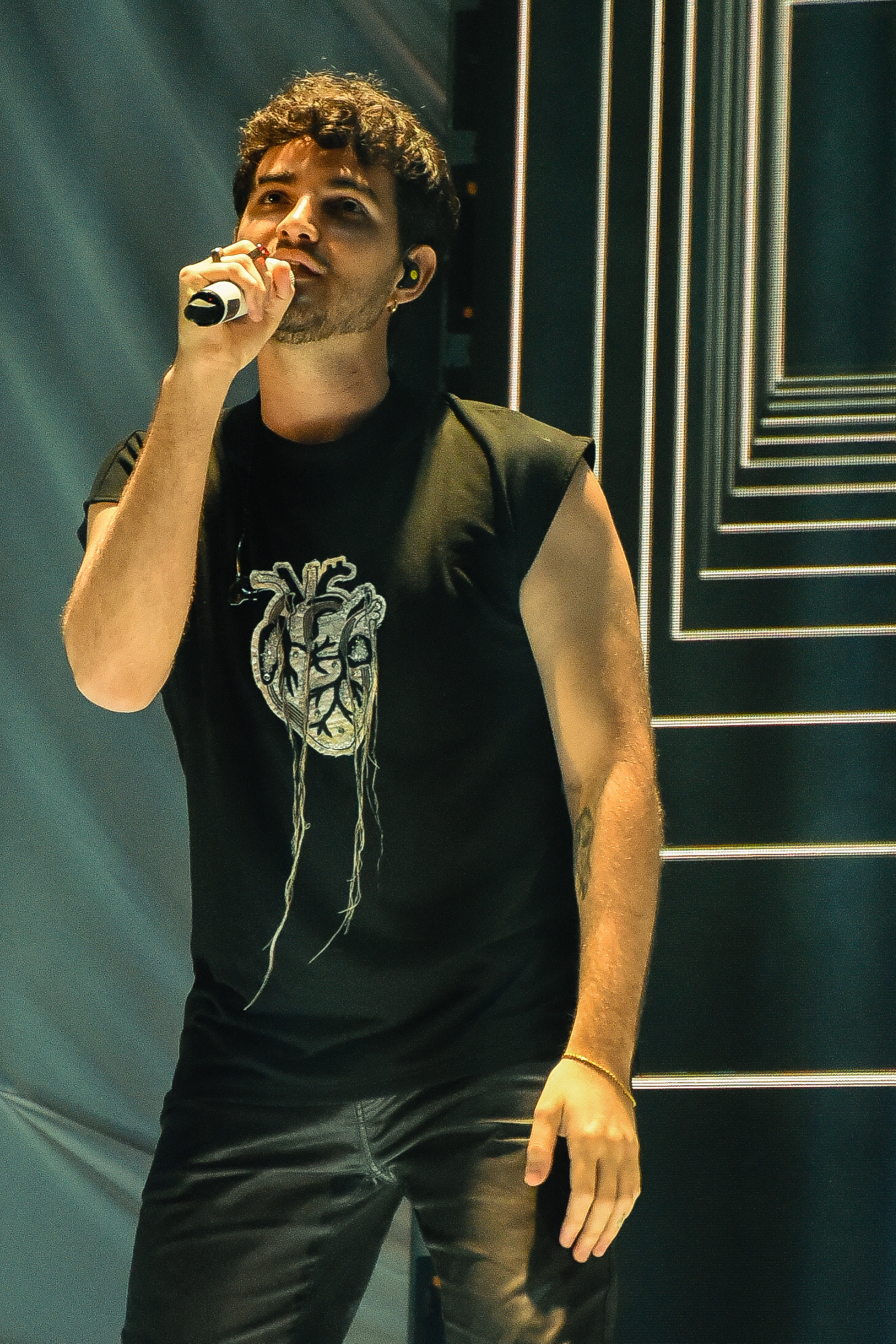
Jão durante su presentación en la gira Turnê Anti-Herói en 2019

En julio de 2019, Jão lanzó el sencillo «Louquinho», inicialmente pensado como el primer sencillo de su segundo álbum. Jão dio a conocer oficialmente el título de su segundo álbum de estudio, Anti-Herói, en octubre de 2019. En el mismo mes, Jão lanzó «Enquanto Me Beija» como el primer sencillo del álbum. Anti-Herói fue lanzado el 10 de octubre de 2019. En el Prêmio Multishow de Música Brasileira 2019, Jão fue nominado en Fiat Argo Experimente. En noviembre de 2019, «Essa Eu Fiz pro Nosso Amor» fue lanzado como el segundo sencillo del álbum. En el Prêmio Contigo! Online 2019, Jão fue nominado en Revelación Musical.
El gira Turnê Anti-Herói duró de octubre de 2019 a febrero de 2020. En abril de 2020, Jão actuó en un espectáculo en vivo en YouTube, donde cantó varias canciones. En mayo de 2020, Jão e Ivete Sangalo lanzaron «Me Liga». En junio de 2020, Jão participó en «Dúvida», una canción del cuarto álbum de estudio de Vitor Kley, A Bolha. En julio de 2020, Jão lanzó un álbum en vivo, Turnê Anti-Herói (Ao Vivo). En septiembre de 2020, Jão actuó en Menos30 Fest, un proyecto organizado por TV Globo para promover la educación empresarial. En noviembre, Jão rindió homenaje al cantante brasileño Cazuza en el Prêmio Multishow de Música Brasileira 2020. Jão también interpretó «Vou Morrer Sozinho» y «Essa Eu Fiz pro Nosso Amor».

### 2021-presente:Pirata

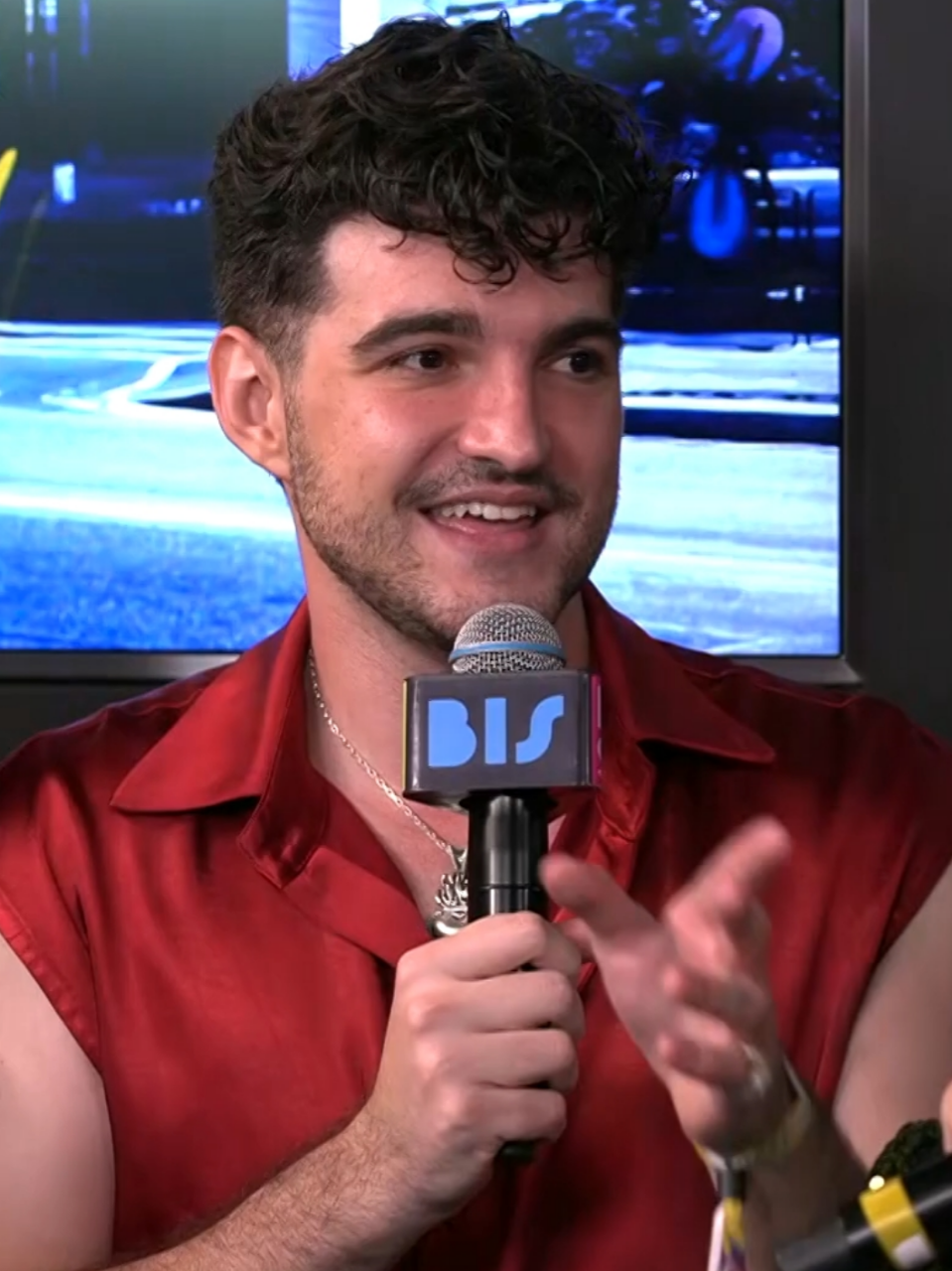
Jão en 2022

El 24 de febrero de 2021, Jão lanzó «Coringa» como sencillo principal de su tercer álbum de estudio Pirata. Una semana después, lanzó «Amor Pirata» como sencillo promocional. Pirata fue lanzado el 19 de octubre de 2021. El segundo sencillo del álbum, «Não Te Amo», fue lanzado junto con el álbum. El 2 de noviembre de 2021, Luísa Sonza y Jão lanzaron «Fugitivos :)», una canción del segundo álbum de estudio de Sonza, Doce 22. El 16 de noviembre, Jão actuó en un show en vivo en TikTok, donde cantó varias canciones de Pirata, como así como algunos sencillos anteriores, como «Me Beija com Raiva», «Imaturo» y «Essa Eu Fiz pro Nosso Amor». El 9 de febrero de 2022, se lanzó «Idiota» como el tercer sencillo de Pirata, acompañado de un video musical dirigido por Pedro Tófani. En apoyo del álbum, se embarcó en su gira Turnê Pirata, que comenzó en marzo de 2022.

## Vida personal
Jão es bisexual.Actualmente mantiene una relación con su pareja y director creativo, Pedro Tófani.

## Discografía

### Álbumes de estudio
- Lobos (2018)
- Anti-Herói (2019)
- Pirata (2021)
- Super (2023)

### Álbumes en directo
- Turnê Anti-Herói (Ao Vivo) (2020)

### EP
- Primeiro Acústico (2018)

### Sencillos
- «Dança pra Mim» (con Pedrowl)
- «Álcool»
- «Ressaca»
- «Imaturo»
- «Vou Morrer Sozinho»
- «Dilema» (con Malía)
- «Louquinho»
- «Enquanto Me Beija»
- «Essa Eu Fiz pro Nosso Amor»
- «Coringa»
- «Não Te Amo»
- «Fugitivos :)» (con Luísa Sonza)
- «Idiota»
- «Sim» (con Nando Reis)
- «Mal» (con Gustavo Mioto)

#### Sencillos promocionales
- «Codinome Beija-Flor / O Tempo Não Para»
- «Me Liga» (con Ivete Sangalo)
- «Amor Pirata»
- «Let's Rock the Break»

## Giras musicales
- Turnê Lobos (2018–2019)
- Turnê Anti-Herói (2019–2020)
- Turnê Pirata (2022)
- Superturnê (2024-2025)
- Turnê especial de Natal (2024)